# Бичко Ігор Валентинович
Бичко Ігор Валентинович (нар.10 липня 1931, Харків) — український філософ , доктор філософських наук, професор, педагог.
Академік-секретар Української Академії політичних наук, член редколегії кількох наукових журналів та періодичних видань. 2000 року присвоєне Почесне звання «Заслужений професор Київського національного університету».
Чільний представник Київської філософської школи.

## Освіта і професійна діяльність
Закінчив філософський факультет Київського державного університету (1954).
В університеті працює на посадах: з 1961 року — старшого викладача, доцента кафедри діалектичного та історичного матеріалізму (з 1965 р.), доцента кафедри історії філософії (1967–1969), доцента кафедри філософії гуманітарних факультетів (1969–1972), доцента кафедри діалектичного матеріалізму (1972–1975).
У 1975 — 1984 рр. — завідувач кафедри історії філософії.
У 1984–1992 рр. — завідувач кафедри філософії Інституту підвищення кваліфікації Київського університету.
З 1992 по 1994 рік — професор кафедри історії філософії, з 1994 по 1998 рік — професор кафедри теорії та історії філософії, з 1998 року — професор кафедри історії філософії КНУ імені Тараса Шевченка.
Професор кафедри філософії та релігієзнавства Національного університету «Києво-Могилянська академія»
З 1962 року — кандидат філософських наук, тема кандидатської дисертації — «На філософському роздоріжжі (Критичний аналіз філософії „критичного реалізму“ і феноменології у США)».
З 1973 року — доктор філософських наук, тема докторської дисертації — «Пізнання і свобода».
У 1976 році присвоєно вчене звання професор.
Входить до складу експертної ради з філософії ВАК України, до складу спеціалізованої вченої ради із захисту докторських (кандидатських) дисертацій у Київському національному університеті імені Тараса Шевченка.
Загальна кількість наукових та навчально-методичних публікацій — близько 650.
Підготував 11 докторів та 36 кандидатів наук.
Головні напрями наукових досліджень — сучасна світова філософія, історія української філософії, проблеми свободи та пізнання.

## Нагороди
Почесне звання «Заслужений професор КНУ імені Тараса Шевченка» (2001),
Знак «Відмінник освіти України» (2006),
Медаль «В пам'ять 1500-річчя Києва» (1983),
Медаль «Ветеран праці» (1988).
Державна стипендія видатному діячеві науки (2008)
Спеціальний випуск Вісника Київського національного університету імені Тараса Шевченка. Філософія. Політологія. — № 105. — 2011.

## Основні праці
- На філософському роздоріжжі. — К., 1962;
- Познание и свобода. — М., 1969. (заруб. переклади: Прага, 1972, Уругвай ,1973);
- В лабіринтах свободи. — М., 1976. (заруб. переклад: Мексика, 1979);
- Філософія. Курс лекцій. — К., 1991 (перевидання 1993, 1994);
- Людина і доля. — Польща, Олштин, 1996. (у співавт.);
- Історія філософії. Підручник: Частина І — К., 2001. (кер. авт. кол-ву);
- Філософія. Підручник: Частина ІІ. — К., 2001. (кер. авт. кол-ву);
- Вступ. // Історія філософії: Підручник. / За ред. В.І Ярошовця. — К., 2002. (у співавт.);
- Розвиток сучасної світової філософії // Історія філософії: Підручник. / За ред. В.І Ярошовця. — К., 2002. (у співавт.);
- Історія російської філософії. // Історія філософії: Підручник. / За ред. В.І Ярошовця. — К., 2002. (у співавт.);
- Історія української філософії. // Історія філософії: Підручник. / За ред. В.І Ярошовця. — К., 2002. (у співавт.);
- Київська школа екзистенційної філософії // Метаморфози свободи: спадщина Бердяєва в сучасному дискурсі. — К., 2003;
- Історія філософії. Вступ. // Історія філософії. Словник. / За заг. ред. В. І. Ярошовця. — К., 2005. (у співавт.);
- Світова філософія XIX століття: Частина V // Історія філософії. Словник / За заг. ред. проф. В. І. Ярошовця. — К., 2005. (у співавт.).;
- Розвиток сучасної світової філософії: Частина VI. // Історія філософії. Словник / За заг. ред. В. І. Ярошовця. — К., 2005. (у співавт.);
- Історія російської філософії: Частина VII. // Історія філософії. Словник / За заг. ред. В. І. Ярошовця. — К., 2005. (у співавт.).;
- Історія української філософії: Частина VIII. // Історія філософії. Словник / За заг. ред. В. І. Ярошовця. — К., 2005. (у співавт.);
- Густав Шпет як історик філософії // Вісник Київського університету. Серія: Філософія. Політологія. Вип. 80. — К., 2006;
- Сучасна світова філософія: Частина V, розділ 1, 3, 4, 6 // Історія філософії: Підручник: у 2 т. / За заг. ред. В. І. Ярошовця. — К.:ВПЦ «Київський університет». 2008. — Т.2.
- Українська філософія: Частина VI // Історія філософії: Підручник: у 2 т. / За заг. ред. В. І. Ярошовця. — К.:ВПЦ «Київський університет». 2008. — Т.2.
- Російська філософія: Частина VII, розділ 1 // Історія філософії: Підручник: у 2 т. / За заг. ред. В. І. Ярошовця. — К.:ВПЦ «Київський університет». 2008. — Т.2.

## Цікаві моменти долі
- У 60-ті роки двадцятого століття (радянські часи) отримав від друзів ім'я «червоний екзистенціаліст», яке у сьогоденні перетікає в «український Сартр».
- 1964 року зустрічався у Києві біля готелю «Дніпро» з Жаном-Полем Сартром, який повертався із Тарасової гори, де від імені ЮНЕСКО вшанував пам'ять Великого Кобзаря.
- Вислів І. В. Бичка: «Хіба то свобода, коли Адам має вибирати Єву, не маючи вибору?»
- Одна з улюблених кінострічок молодості — фільм кишинівського режисера Михайла Ка́ліка «Людина йде за сонцем» (перший публічний успіх автора музики — М.Таривердієва) — поетична розповідь про хлопчика, який іде по улюбленому місту за сонцем і зустрічає на своєму шляху людей…..